# Innico Caracciolo (1607-1685)
Pour les articles homonymes, voir Innico Caracciolo.
Innico Caracciolo, seniore (né le 7 mars 1607 à Naples, alors dans le royaume de Naples, et mort le 30 janvier 1685 à Naples) est un cardinal italien du XVIIIe siècle.
Il est l'oncle du cardinal Innico Caracciolo, iuniore (1715). Les autres cardinaux de la famille sont Marino Ascanio Caracciolo (1535, Niccolò Caracciolo (1715), Giovanni Costanzio Caracciolo (1759), Diego Innico Caracciolo (1800) et Filippo Giudice Caracciolo (1833).

## Biographie
Cariaccolo exerce des fonctions au sein de la curie romaine, notamment comme protonotaire apostolique, référendaire au tribunal suprême de la Signature apostolique et clerc, auditeur et doyen à la chambre apostolique et légat apostolique à Ferrare.
Le pape Alexandre VII le crée cardinal in pectore lors du consistoire du 15 février 1666. Sa création est publiée le 7 mars 1667. Il est élu archevêque de Naples en 1667.
Le cardinal Caracciolo participe au conclave de 1667, au conclave de 1669-1670 et au conclave de 1676.